# Bolesław Kotapka
Bolesław Kotapka (ur. 24 października 1898 w Krakowie, zm. 25 kwietnia 1922 tamże) – polski piłkarz.

## Życiorys
W sezonie 1921 zdobył z Cracovią mistrzostwo Polski. W barwach zespołu zdobył siedem goli (trzecie miejsce w ligowej klasyfikacji), z czego dwie bramki były zwycięskie w meczach.
Był kadrowiczem reprezentacji Polski przed meczem Węgry – Polska (18 grudnia 1921).
Zamieszkiwał wraz z bratem Władysławem (sierżant sztabowy) w kamienicy przy ul. Topolowej 8. Obaj nocą 24/25 kwietnia 1922 uczestniczyli w sprzeczce z braćmi Palczakami zamieszkującymi w tym samym budynku. Obaj doznali ran kłutych, zdanych prawdpopodobnie dłutem. Bolesław Kotapka zmarł wskutek ran w okolicach serca. Został pochowany na cmentarzu Rakowickim (Kwatera: Pas 29 Rząd: płń. miejsce: 9).